# Cip

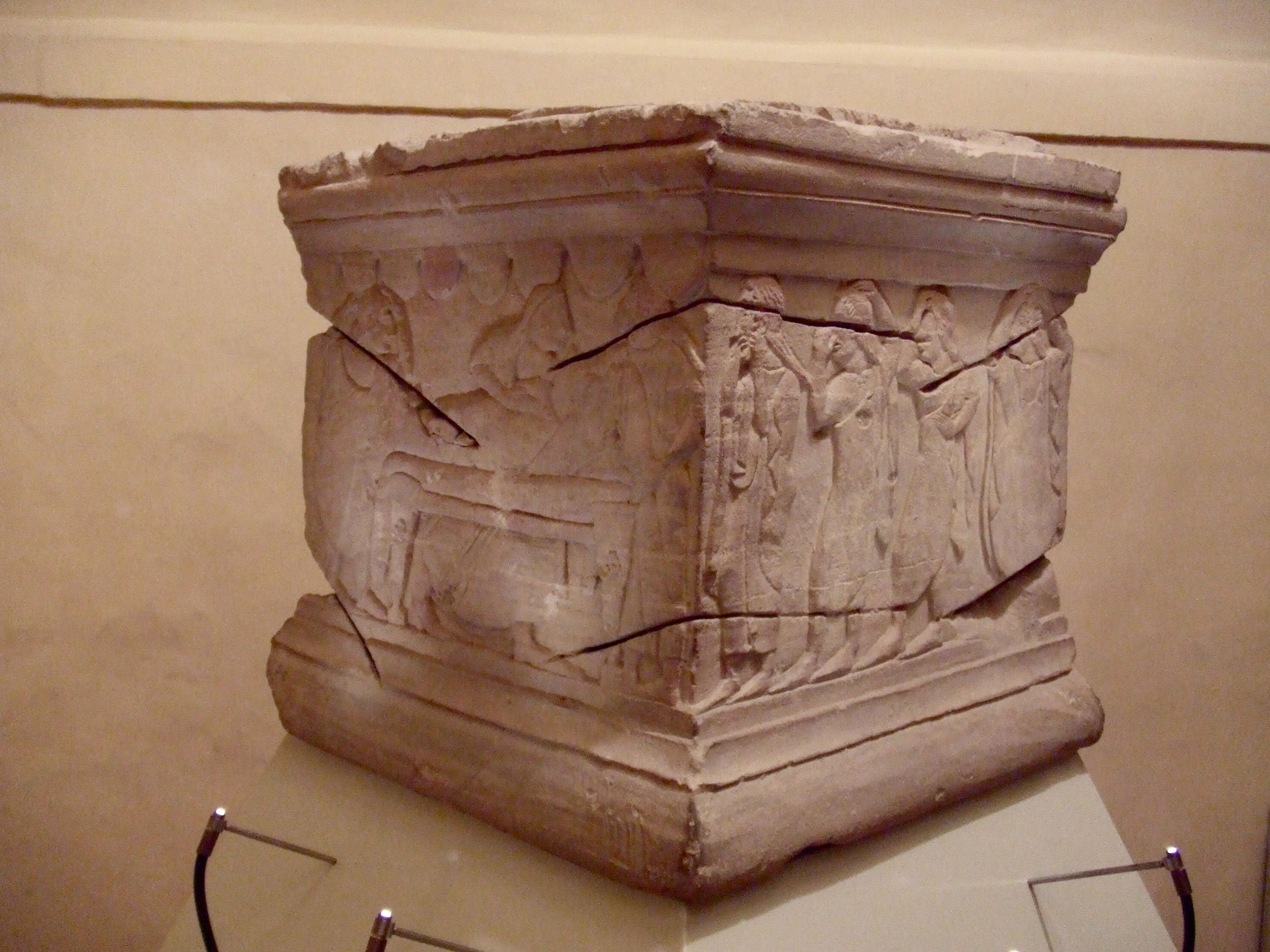
Cip etrusc de finals del segle V aC. A l'esquerra el mort exposat i a la dreta les lamentacions

Cip (Cippus) era una columna de baixa altura generalment rectangular (de vegades també rodona) que es col·locava als monuments funeraris a l'antiga Roma. Alguns cips destacats es troben a les col·leccions del museus, especialment el Museu Britànic.
A diversos cippi es troba la inscripció S. T. T. L. que vol dir Sit tibi terra levis (que la terra et sigui lleu), o altres fórmules funeràries semblants. Els cippi eren col·locats generalment a la rodalia de la tomba a la part frontal, mirant a la via, en ocasions amb la inscripció "hoc monumentum heres non sequitur" per advertir que no podia esdevenir propietat dels hereus i acabar venut.
Una pedra o fita que posaven els agrimensores al marcar la divisió de les terres es deia també cippus. I també portava aquest nom una fortificació militar feta d'arbres i pals.